# El infierno es la ausencia de Dios
El infierno es la ausencia de Dios (en inglés: Hell is the Absence of God) es un cuento fantástico del escritor estadounidense Ted Chiang, publicado originalmente en la edición de 2001 de la antología Starlight. En 2002 fue reimpreso como parte de la colección de cuentos de Chiang titulada La historia de tu vida.
La trama se desarrolla en un universo fantástico en que la existencia del dios del cristianismo es científicamente comprobable y donde los ángeles realizan esporádicas visitas a la Tierra que reciben la obsesiva atención de la población y los medios de comunicación. Chiang afirmó en una entrevista que el cuento "retrata una realidad en que muchas personas creen, excepto que las cosas son explícitas en vez de ocultas".

## Trama
La vida de Neil Frisk se ve trastornada cuando su esposa muere como daño colateral de la visita del ángel Natanael. El hecho le produce un fuerte resentimiento contra Dios, hacia quien nunca había sentido mucha estima en primer lugar. Sin embargo, cuando ve el alma de su esposa ascender al Cielo, comprende que la única forma de reencontrarse con ella es yendo al Cielo también, por lo que Neil se propone encontrar la forma de amar a Dios, cueste lo que cueste.

## Recepción
El cuento fue aclamado por la crítica, ganando el Premio Hugo, el Premio Nébula y el Premio Locus en sus ediciones de 2002. También ganó el Premio Seiun y fue finalista del Premio Theodore Sturgeon.
Robert J. Sawyer y David G. Hartwell calificaron El infierno es la ausencia de Dios como "el mejor cuento de ciencia ficción de 2002". Elf Sternberg lo comparó con el relato The Great Divorce de C. S. Lewis, aseverando que aunque era claro que Lewis apoyaba a dios, Chiang era "mucho más ambivalente".